# Etiopien ved sommer-OL 2016
Etiopien  deltog ved Sommer-OL 2016 i Rio de Janeiro som blev arrangeret i perioden 5. august til 21. august 2016.

## Medaljer
| 2016 Rio de Janeiro | Guld | Sølv | Bronze | Total |
| Etiopien            | 1    | 2    | 5      | 8     |

### Medaljevinderne
| Etiopien under sommer-OL 2016 i Rio de Janeiro | Etiopien under sommer-OL 2016 i Rio de Janeiro | Etiopien under sommer-OL 2016 i Rio de Janeiro | Etiopien under sommer-OL 2016 i Rio de Janeiro | Etiopien under sommer-OL 2016 i Rio de Janeiro |
| Medalje                                        | Navn                                           | Sport                                          | Event                                          | Dato                                           |
| ---------------------------------------------- | ---------------------------------------------- | ---------------------------------------------- | ---------------------------------------------- | ---------------------------------------------- |
| Guld                                           | Almaz Ayana                                    | Atletik                                        | Kvindernes 10000 m                             | 12. august                                     |
| Sølv                                           | Genzebe Dibaba                                 | Atletik                                        | Kvindernes 1500 m                              | 16. august                                     |
| Sølv                                           | Feyisa Lilesa                                  | Atletik                                        | Mændenes maraton                               | 21. august                                     |
| Bronze                                         | Tirunesh Dibaba                                | Atletik                                        | Kvindernes 10000 m                             | 12. august                                     |
| Bronze                                         | Tamirat Tola                                   | Atletik                                        | Herrerenes 10000 m                             | 13. august                                     |
| Bronze                                         | Mare Dibaba                                    | Atletik                                        | Kvindernes marathon                            | 14. august                                     |
| Bronze                                         | Almaz Ayana                                    | Atletik                                        | Kvindernes 5000 m                              | 20. august                                     |
| Bronze                                         | Hagos Gebrhiwet                                | Atletik                                        | Mændenes 5000 m                                | 20. august                                     |